# Bayswater City
Koordinaten: 31° 55′ S, 115° 54′ O

Die City of Bayswater ist ein lokales Verwaltungsgebiet (LGA) im australischen Bundesstaat Western Australia. Bayswater gehört zur Metropole Perth, der Hauptstadt von Western Australia. Das Gebiet ist 33 km² groß und hat fast 65.000 Einwohner (2016).
Bayswater liegt nördlich des Swan River etwa fünf bis zwölf Kilometer nordöstlich des Stadtzentrums von Perth. Der Sitz des City Councils befindet sich im Stadtteil Morley im Zentrum der LGA, wo etwa 21.500 Einwohner leben (2016).

## Verwaltung
Der Bayswater Council hat elf Mitglieder. Die Mitglieder werden von den Bewohnern der vier Wards (je drei aus North, West und Central Ward, zwei aus dem South Ward) gewählt. Aus dem Kreis der Councillor rekrutiert sich auch der Ratsvorsitzende und Mayor (Bürgermeister) der City.

## Vororte
Die LGA von Bayswater ist verantwortlich für folgende acht Vororte:
- Bayswater
- Bedford *
- Dianella *
- Embleton
- Maylands
- Morley
- Mount Lawley *
- Noranda *

(* bezeichnet ein Vorort, welcher teilweise im Einzugsgebiet der Innenstadt ist)